# Лонгайлъндски проток
Лонгайлъндския проток (на английски: Long Island Sound) е проток в Атлантическия океан, отделящ остров Лонг Айлънд от бреговете на Северна Америка, които са част от щатите Ню Йорк и Кънектикът.
Протокът има дължина от изток на запад 177 километра, максимална ширина 34 километра и дълбочина 20-70 метра. В хидроложко отношение е характеризиран и като приливен естуар. На запад продължава с по-тесния проток Ийст Ривър, а на изток се свързва с Блокайлъндския проток. Югозападният край на протока достига до град Ню Йорк.